# Blazing Star
Blazing Star es un juego Matamarcianos horizontal para el sistema de juego de Neo Geo. Es la secuela del aclamado shooter Neo Geo Pulstar, que era en sí misma un primo cercano de la franquicia R-Type. A típicamente fuerte Neo Geo ROM a 346 Mb, el juego hace un uso extensivo de sprites pseudo-3D prerendered, breve anime y cortes de escenas CGI (en su mayoría durante la secuencia de intro), y muestras de voz Engrish frecuentes y leyendas. Mientras Blazing Star fue superior en muchos aspectos a juegos de acción anteriores, algunos fanes compararlo desfavorablemente con Pulstar sobre la base de que Blazing Star era demasiado fácil y hay los que prefieren la apariencia de sprites 2D simple en los sprites prerendered que llegaron a dominar a muchos de los más recientes Matamarcianos.

## Historia
En algún momento de su pasado, de los planetas Remuria y Mutras comenzaron una guerra interplanetaria que no mostró señales de terminar. La lucha sin fin entre los habitantes de apariencia humana de los dos planetas había pasado tanto tiempo que el desarrollo de armas se trasladó a un terreno peligroso: Producción Orgánica Arma combinada con la tecnología alienígena. Pronto, un arma sensible - Brawshella - nació. Brawshella reunió toda la vida animal en ambos planetas y los obligó a hacer su voluntad y atacan a los seres humanos. En una semana, los seres humanos fueron asimilados por Brawshella.
Sin embargo, una vez que fueron asimilados, se encontraron con ningún otro propósito en la vida, pero que sigan luchando entre sí. Después de un tiempo, seis de los pilotos de combate asimilados recuperaron su conciencia y recordaron su pasado. Al descubrir su humanidad, los pilotos estaban en conflicto con las siguientes órdenes de Brawshella o luchar para recuperar plenamente su independencia. Los pilotos, finalmente, se vuelven contra la máquina en una batalla para descubrir ellos mismos y reclamar sus planetas.

## Guía del juego
El joystick y dos botones se utilizan para reproducir estrella ardiente. El joystick se mueve a la nave, el botón A mientras se dispara el tiro normal. Si A está girado rápidamente, a continuación, se utiliza una variación en el tiro normal. Si A se mantiene pulsado, el barco almacena energía durante un tiro cargado, que se dispara cuando se suelta una. Los ataques cargada-shot tienen una duración sobre la base de cuánto tiempo se mantiene el botón A durante, y pulsando B durante el ataque se repartirán el proyectil de alguna manera, lo que aumenta en gran medida la gama.
Power-ups pueden incrementar la fuerza de las armas del jugador, al tiempo que incrementa la potencia máxima del tiro cargado. Los tipos de disparos, ataques de carga-para arriba, y los tiros fraccionados utilizados dependen de la nave del jugador selecciona. Por ejemplo, el barco se ve en la imagen de arriba tiene pequeñas ondas de energía como su disparo normal. El tiro cargado, se ve en acción aquí, sale un chorro continuo de grandes bolas de fuego. Pulsando B, cada bola de fuego en la pantalla se divide en numerosos disparos más pequeños, extendiéndose para cubrir una gama mucho más amplia.

## Curiosidades
El nombre de desarrollo del juego era "Pulstar Blast"

## Cultura de internet
Una de las traducciones destrozados en el juego, "You fail it! Your skill is not enough, see you next time, bye-bye!", se ha convertido en un famoso eslogan de Internet (ver Engrish), abreviado a menudo al FAIL. De acuerdo con un 7 de agosto de 2009 The New York Times El artículo de Ben Zimmer, que aprovecha expresión popular FAIL de este juego: "This punchy stand-alone fail most likely originated as a shortened form of “You fail” or, more fully, “You fail it,” the taunting “game over”  message in the late-’90s Japanese video game Blazing Star, notorious for its fractured English."